# Třída Tjeld
Třída Tjeld (někdy též třída Nasty) byla třída torpédových a dělových člunů norského královského námořnictva vyvinutá speciálně k pobřežním operacím. Celkem bylo, kromě prototypu Nasty, postaveno 42 jednotek této třídy, z toho 20 pro Norsko, 14 pro USA, šest pro Řecko a dva pro Německo. Posledním zahraničním uživatelem třídy bylo Turecko, které získalo oba původně německé čluny.

## Stavba
Třídě předcházela stavba technologického demonstrátoru Nasty. Následně bylo pro různé uživatele postaveno dalších 42 kusů této třídy. Pro norské námořnictvo bylo postaveno celkem 20 člunů ve dvou skupinách. Čluny Tjeld, Skarv, Teist, Jo, Lom, Stegg, Hauk, Falk, Ravn, Gribb, Geir a Erle byly stavěny od roku 1957, přičemž do služby byly přijaty v letech 1960–1962. Druhou skupinu tvořily čluny Skrei, Hai, Sel, Hval, Laks, Knurr, Delfin a Lyr, které byly stavěny od roku 1962 a do služby vstoupily v letech 1963–1966. Norské námořnictvo je ze služby vyřadilo do poloviny 80. let, neboť je nahradila plavidla nesoucí protilodní střely Penguin, na něž byla třída Tjeld příliš malá.

## Konstrukce
Existovaly dvě základní verze výzbroje. Torpédový člun nesl jeden 40mm kanón, jeden 20mm kanón a čtyři 533mm torpédomety. Dělový člun nesl dva 40mm kanóny a dva 533mm torpédomety. Pohonný systém tvořily dva diesely o výkonu 6200 hp. Nejvyšší rychlost dosahovala 45 uzlů.

## Zahraniční uživatelé
Z třídy Tjeld vycházely torpédové čluny Hugin a Munin postavené pro německé námořnictvo. Do služby vstoupily roku 1960. Jejich výzbroj tvořily dva 40mm kanóny a čtyři 533mm torpédomety. V roce 1964 byly oba čluny předány tureckému námořnictvu.